# Кудо, Мидори
Мидо́ри Ку́до (также Мино́ри Ку́до) (яп. 工藤 みのり Kudoh Midori, Kudō Minori, род. 10 апреля 1967, Хоккайдо, Хоккайдо) — японская кёрлингистка.
В составе женской сборной Японии участница двух чемпионатов мира (наивысшее занятое место — девятое), чемпионка Тихоокеанского региона (1991). Также участвовала в зимних Олимпийских играх 1992 года, где кёрлинг был демонстрационным видом спорта и где женская команда Японии заняла восьмое место. Двукратная чемпионка Японии среди женщин.
Играла в основном на позиции третьего и четвёртого. Была скипом женской сборной Японии, когда женская сборная Японии впервые принимала участие в чемпионате мира в 1990.

## Достижения
- Тихоокеанско-азиатский чемпионат по кёрлингу: золото (1991).
- Чемпионат Японии по кёрлингу среди женщин: золото (1989, 1992), бронза (1990, 1991).

## Команды
| Сезон   | Четвёртый    | Третий          | Второй             | Первый          | Запасной Тренер | Турниры                              |
| ------- | ------------ | --------------- | ------------------ | --------------- | --------------- | ------------------------------------ |
| 1988—89 | Минори Кудо  | Каору Татэсаки  | Эцуко Ито          | Маюми Абэ       | Mayumi Kaneko   | ЧЯЖ 1989                             |
| 1989—90 | Минори Кудо  | Маюми Абэ       | Эцуко Ито          | Каору Татэсаки  | Маюми Сэгути    | ЧЯЖ 1990                             |
| 1989—90 | Мидори Кудо  | Каори Татэдзаки | Эцуко Ито          | Маюми Абэ       | Маюми Сэгути    | ЧМ 1990 (10 место)                   |
| 1990—91 | Минори Кудо  | Маюми Абэ       | Chieko Horishimizu | Mayumi Kaneko   |                 | ЧЯЖ 1991                             |
| 1991—92 | Мидори Кудо  | Маюми Сэгути    | Маюми Абэ          | Утагэ Мацудзаки | Руми Митита     | ТАЧ 1991                             |
| 1991—92 | Маюми Сэгути | Мидори Кудо     | Маюми Абэ          | Утагэ Мацудзаки | Руми Митита     | ЗОИ 1992 (демо) (8 место) · ЧЯЖ 1992 |
| 1991—92 | Маюми Сэгути | Мидори Кудо     | Маюми Абэ          | Руми Митита     | Хидэми Итаи     | ЧМ 1992 (9 место)                    |

(скипы выделены полужирным шрифтом)